# Țaratul Vlaho-Bulgar
Al doilea țarat bulgar (1185-1258, denumit Țaratul româno-bulgar de unii istorici români sau Al doilea țarat bulgar de bulgari și de istoriografia internațională, 1185-1396) a fost un stat multietnic (regat) apărut la Dunărea de jos în 1186, odată cu victoria bulgarilor și vlahilor răsculați din sudul Dunării împotriva Imperiului bizantin, și dispărut în 1260 prin fragmentarea în state mai mici, cucerite în jur de 1396 de către Imperiul otoman. După istoricul Florin Constantiniu , caracterul său multinațional este evident.

## Premise
Slavii au pătruns în bazinul Dunării de jos după anul 602 (prăbușirea graniței dunărene (Moesia) a Imperiului Roman), amestecându-se cu populațiile trace romanizate din Balcani, menționate de Theofilact din Simocatta, în Istoriile sale din 587, și de Teofan Mărturisitorul în Cronografia sa din jurul anului 800. Ulterior, proto-Bulgarii, de origine irano-turcică, au creat în acest bazin un întins Hanat, ulterior Țarat (prin creștinare în 864), s-au amestecat cu slavii și tracii romanizați și au adoptat limba slavă. În cadrul acestui stat care se întindea pe ambele maluri ale Dunării, slavii și „vlahii” (care apar cu acest etnonim în izvoare, cel mai frecvent în cele bizantine, începând cu cronica lui Ioan Skylitzes în 976) au evoluat împreună, fapt demonstrat de lingvistică, de toponimie și de istoria bisericii. Constantin al VII-lea Porfirogenetul (912-959) înfățișează în De administrando imperio deosebit de bine întrepătrunderea lumii paleo-slave cu cea proto-românească .
Vorbind de „vlahii”, populație romanică pentru perioada narată, dar deja proto-română în momentul redactării scrierii, Constantin al VII-lea îi aplică un termen, surprinzător pentru un autor bizantin și încă împărat, anume acela de romani (Ρωμάνοι), în vreme ce pentru bizantini el folosește denumirea de romei (Ρωμάιοι): acești romani îmbrățișaseră deja creștinismul după introducerea sa în imperiul Roman de către Constantin cel Mare (325), adoptând latina ca limbă religioasă; în schimb, după creștinarea bulgarilor, limba bisericească și de stat a fost cea slavonă.
Aristocrația minoritară, dar dominantă militar, a proto-bulgarilor irano-turcici, parțial și de origine hunică, provenită din regiuni apropiate de munții Ural și Volga, puternic influențați de cultura persană și de substratul lingvistic scitic (adică iranic), conducea un stat plurietnic întins pe teritorii situate astăzi în: FRIM, Serbia, Bulgaria, România, Republica Moldova și partea sud-vestică a Ucrainei.
După trei secole, noul stat multinațional al protobulgarilor, denumit „Primul Imperiu Bulgar”, a fost cucerit de Imperiul Bizantin printr-o serie de campanii militare între anii 971 și 1021, partea din sudul Dunării reintrând în componența imperiului, iar cea din nordul fluviului căzând în stăpânirea Ungariei și a popoarelor turcice: pecenegii și cumanii.
Prezența protoromânilor este atestată și în 1094, când, cu ocazia unei campanii cumane împotriva Constantinopolului, „vlahul” Pudilă l-a înștiințat pe împărat despre incursiunea inamică. Potrivit împărătesei cronicare bizantine Ana Comnena, românii i-au călăuzit pe cumani prin trecătorile munților Balcani. În 1166, împăratul Manuel I Comnenul a recrutat dintre români o oaste pentru a lupta împotriva ungurilor.
Astfel, caracterul atunci multinațional al teritoriilor situate în bazinul Dunării de jos este clar atestat, atât pe teritoriul astăzi bulgăresc, cât și pe cel astăzi românesc. De altfel, nici-un stat medieval nu a fost „național” în sensul actual al cuvântului, deoarece „conștiința națională” (bazată pe limbă și pe cultură, indiferent de stăpânirile politice) a apărut după încheierea evului mediu, în secolele XVIII și XIX.

## Răscoala
O creștere a obligațiilor fiscale impusă de Isaac II Anghelos, care își pregătea nunta cu fiica regelui Ungariei, a declanșat în 1185 o răscoală a românilor sud-dunăreni, în alianță cu bulgarii. Rolul precumpănitor al românilor în răscoală este relevat de izvoarele bizantine care relatează detaliat evenimentele
Conducătorii răscoalei au fost frații Petru și Asan. După ce împăratul le-a respins cererile făcute în numele comunităților românești, cei doi au organizat răscoala, iar Petru s-a încoronat. După campanii militare conduse de generali înclinați spre trădare, împăratul a condus personal o campanie în 1186. Petru și Asan s-au refugiat în nordul Dunării, unde au cerut ajutorul cumanilor. La întoarcere, au recuperat teritoriile ocupate de bizantini, profitând de faptul că împăratul micșorase efectivele garnizoanelor. În 1187 s-a consumat o nouă bătălie, soldată cu victoria bizantină. Luptele au continuat și în anii următori, dar împăratul nu a obținut victorii decisive. Românii s-au întărit în regiunea muntoasă în cetăți și fortificații puternice. Detronarea lui Isaac II Anghelos a ușurat efortul românilor, întrucât trupele bizantine au fost chemate în capitală pentru a întări autoritatea noului împărat, Alexios al III-lea.

## Istorie

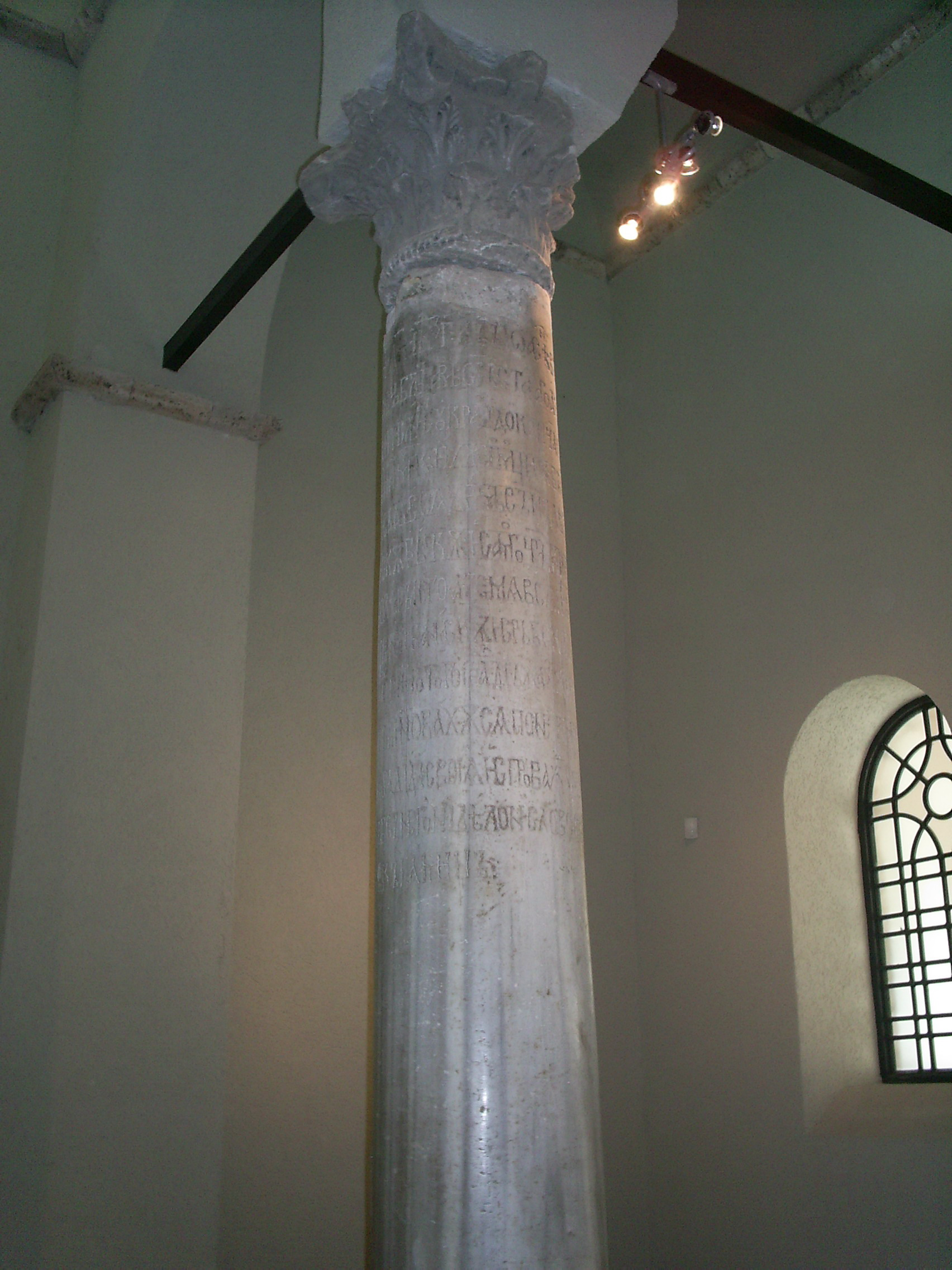
Coloana lui Ioan Asan al II-lea la Veliko Târnovo, cu inscripția: Ioan Asan, în Hristos Domn credincios, țar și autocrat al bulgarilor.

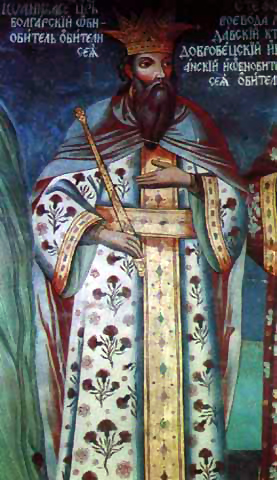
Ioan Asan al II-lea. Sus, în stânga, numele lui nu este nici Ivan, nici Ioniță, ci "Iôan" (cu omega) și tot sus, în stânga, nu scrie nici rege al vlahilor, nici al românilor, ci fix црь болгарскiй, adică țar bulgar.

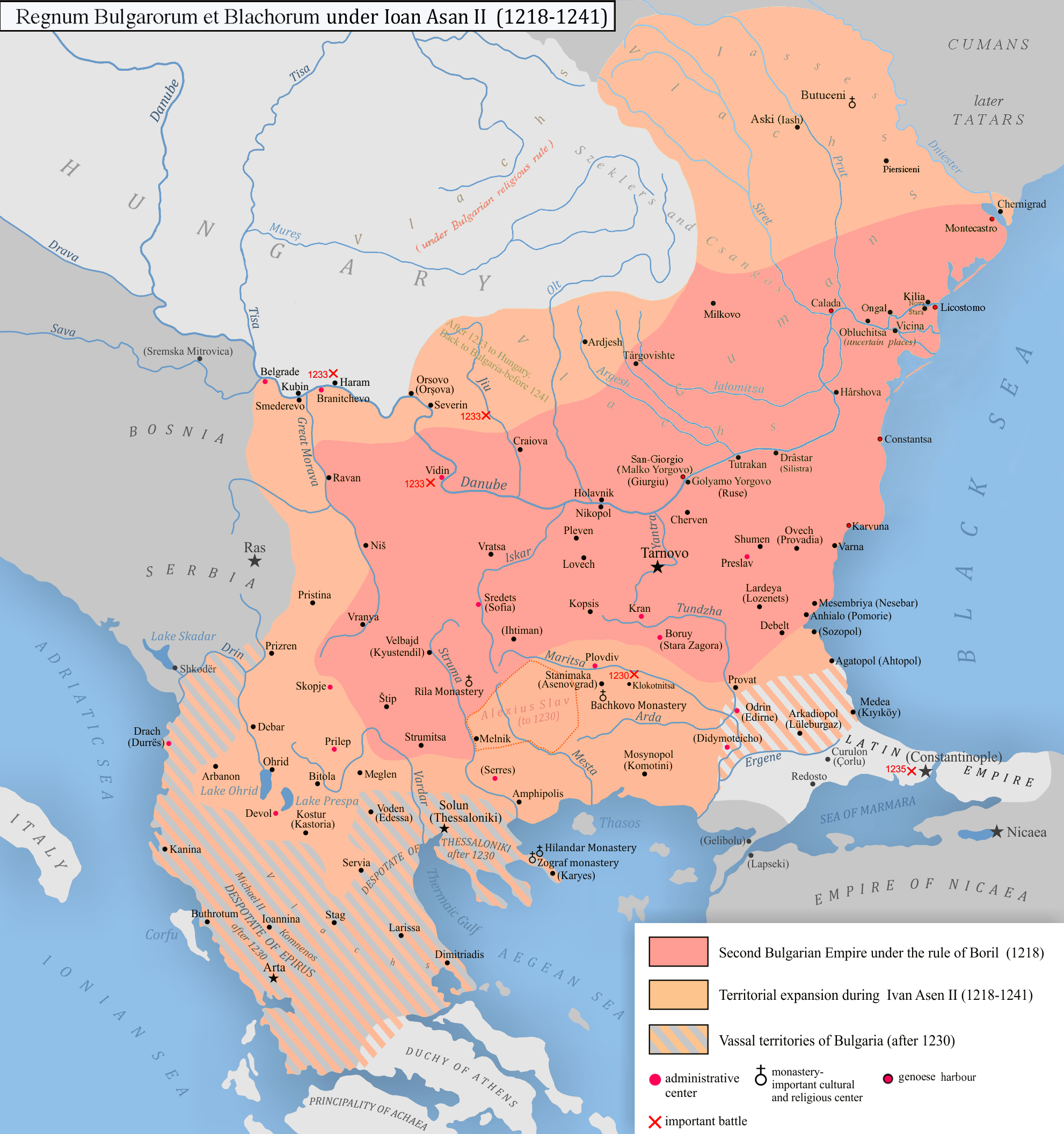
Țaratul vlaho-bulgar sub domnia lui Ioan Asan al II-lea

Potrivit istoricului rus A.A. Vasiliev: „În baza mărturiilor viabile, mișcarea de eliberare din jumătatea secolului 12 în Balcani a pornit și a fost purtată in mod viguros de către valahi, strămoșii românilor de azi. S-au alăturat și bulgarii și într-o anumită măsură cumanii de dincolo de Dunăre. Cea mai bună sursă contemporană grecească Nicetas Choniates a specificat in mod clar că insurecția a fost pornită de valahi (blachi). Liderii insurecției Petru și Asen (Asan) aparțineau acestei rase. A doua campanie a imperiului bizantin în această perioadă a fost dusă împotriva valahilor. De fiecare dată când Nicetas i-a menționat pe bulgari a făcut-o concomitent cu menționarea valahilor/românilor”. Și românii din stânga Dunării au participat la această revoltă împotriva imperiului bizantin. Trecerea fluviului de către „Vlahi” (români) și „sciți” (cumanii) de la nord la sud este menționată în mod explicit de către Niketas Choniates.
Întemeietorii statului, Asan și Petru, au fost asasinați de boierii lor, în 1196 și 1197. Fratele lor Ioniță Caloian s-a urcat pe tron și a consolidat țaratul vlaho-bulgar. A extins granițele de la Carpații meridionali până la râul Marița și la Rodopi, de la Marea Neagră până dincolo de Vardar, la limita Albaniei. A obținut de la papă recunoașterea sa ca „rege al bulgarilor și al vlahilor” (Rex Bulgarorum et Balacorum: titlul de împărat nu i-a fost recunoscut). 
În cronicile arabe din secolul al XIII-lea, în loc de regatul Bulgar era mentionată Valahia, cu indicarea precisă a coordonatelor geografice arabe și cu specificarea faptului că Valahia se numea în arabă "al-Awalak", iar locuitorii "ulaqut" sau "ulagh".
La 1197, vlahul (vlachos to genos) Dobromir Chrysus, ajuns comandant militar în regiunea din Macedonia cuprinsă între râurile Strymon și Vardar, s-a răsculat împotriva împăratului Alexios Angelos și a reușit să respingă armatele trimise împotriva sa. După tratativele de pace, împăratul a recunoscut autonomia lui Chrysus în Macedonia Un alt vlah, Ivancu, numit Ibancus de Acropolites, a condus un mic teritoriu autonom în partea de jos a râului Struma
În timpul lui Ioniță Caloian (1197-1207) s-a petrecut un eveniment important pentru istoria europeană: cea de-a patra cruciadă, care a sfârșit în 1204 prin cucerirea Constantinopolului de către cruciați și înființarea Imperiului Latin de Constantinopol. Între noua structură politică și țaratul vlaho-bulgar au fost o serie de conflicte militare. Beneficiind de concursul cumanilor, vlahii au obținut victorii importante, între care cea din 1205 la Adrianopol, unde a fost luat prizonier însuși împăratul latin Balduin I. Ioniță aspira chiar la cucerirea Constantinopolului, dar planul său nu a reușit din cauza manevrelor politice ale adversarilor săi. Ioniță a fost ucis în 1207 de un cuman în timpul asedierii Salonicului. Ioniță Caloian ocupă astfel un loc important atât în panteonul istoriei românilor, cât și în cel a istoriei bulgarilor datorită succeselor sale militare și politice. Afirmării originii romane a poporului român în corespondența purtată cu Papa Inocențiu al III-lea pentru recunoașterea sa ca împărat, arată lămurit prezența și influența „vlahilor” în statul condus de Ioniță, care poate fi așadar denumit „Țaratul Vlaho-Bulgar” în limba română, chiar dacă istoriografia internațională modernă, luându-se după tradiția acedemică bulgară predominantă, îl denumește „Al doilea Imperiu Bulgar”.
Următorul țar, Borilă (Boris), a fost un uzupator, care l-a îndepărtat de tron pe moștenitorul legitim, Ioan, viitorul țar Ioan Asan al II-lea. Borilă s-a confruntat cu tendințele centrifuge ale boierilor și cu erezia bogomilă, numită după numele primului predicator, preotul Bogomil (ulterior a fost numită „catarism”, de la cuvântul grecesc katharos „curat”). Borilă a organizat represalii împotriva bogomililor și a putut să înfrângă o conjurație a boierilor la Vidin cu ajutorul unei oști din Ungaria, compusă din secui, români și pecenegi și condusă de comitele Joachim (Ioachim). În timpul domniei lui Borilă, rolul românilor în statul Asăneștilor a început să scadă.
În 1218 a revenit în țară Ioan, prințul moștenitor legitim, care cu ajutorul boierilor l-a prins și l-a orbit pe Borilă și a fost înscăunat țar sub numele de Ioan Asan al II-lea. În timpul domniei sale, 1218-1241, țaratul româno-bulgar a cunoscut maxima întindere teritorială, reușind în 1230 să își întindă stăpânirea de la Marea Neagră la Marea Adriatică, și din viitoarea Moldovă la Adrianopol și Ohrida. În primul deceniu de domnie, Ioan Asan al II-lea a întreținut relații bune cu regatul Ungaria, cu care s-a aliat (a fost căsătorit cu Anamaria, fiica regelui Andrei al II-lea al Ungariei). Atunci a fost adoptată stema cu 12 benzi (6 roșii, 6 aur) și cu două labe de lup încrucișate, însemnând : alianță între doi mari suverani, care figurează în infobox. Relații bilaterale bune a avut și cu împăratul latin din Constantinopol, precum și cu papalitatea.
În anii 1229-1230 Ioan Asan al II-lea încearcă să-și întărească poziția față de Cruciații din Constantinopol căsătorindu-și fiica, Elena, cu împăratul latin (de fapt francez) Balduin al II-lea. Acest proiect provoacă atacul despotului bizantin de Epir și Salonic: Teodor I Anghelos Duca Comnenul. Ioan Asan al II-lea îl înfrânge pe Comnen la Klokotnița (pe fluviul Marița, în bulgărește: Клокотница) în ziua de 9 martie 1230. Teodor Comnenul este făcut prizonier și orbit, dar împăratul Balduin refuză oferta lui Ioan Asan al II-lea. În consecință, acesta își schimbă radical opțiunile politice, înclinând spre o alianță bizantinii. În 1232, Ioan Asan al II-lea rupe relațiile cu papalitatea, trece înapoi la ortodoxie, iar în 1235, la conciliul de la Lampsakos, restabilește patriarhatul de la Tîrnova (în bulgară Търново, „Tărnovo”). Ioachim I (în bulgară св. Йоаким I, „Sf. Ioakim I”) este numit patriarh. În același an, Țaratul româno-bulgar se aliază cu Imperiul bizantin de la Niceea, condus de Ioan al III-lea Ducas Vatatzes, împotriva Imperiului Latin, al cruciaților, de la Constantinopol.
După moartea soției sale unguroaice, Anamaria, Ioan Asan al II-lea se căsătorește cu Irina Comnena, fiica prizonierului orbit, Teodor I Anghelos Duca Comnenul, atunci eliberat și onorat.
Șovăielile lui Ioan Asan între tabăra latină și cea greacă atrag implicarea ungurilor, care, cu consimțământul papei, au atacat Țaratul vlaho-bulgar în jurul anului 1230 și în 1238. După campania din 1230, Ioan Asan al II-lea pierde teritoriile nord-dunărene, iar regele Ungariei înființează banatul Severinului în Oltenia. După invazia mongolă din 1241, tătarii pun stăpânire pe Muntenia și pe nordul Dobrogei.
Ioan Asan II a murit în 1241. După 1241, țaratul a pierdut o mare parte din teritoriile dobândite de Ioan Asan al II-lea, precum și rolul preponderent în politica balcanică. Fiul său minor a fost ucis de o conjurație a boierilor, iar apoi și fratele său, Mihail Asan. Penultimul țar din dinastia Asăneștilor, Căliman II, a domnit doar doi ani, în 1256-1258.
În 1241 are loc Marea invazie mongolă. Invazia a cuprins și teritoriile Serbiei și Bulgariei. În urma invaziei, Galiția (Haliciul), cnezatele românești și Bulgaria au trecut sub dominația tătarilor și au plătit tribut tătarilor din 1241 până după moartea hanului Nogai (carea avea sediul la Isaccea lângă Dunăre), în secolul al XIV-lea. Nogai a intervenit de mai multe ori în Bulgaria, schimbând conducătorii și înăbușind răscoalele locale

## Urmări
Penultimul dintre Asănești, Căliman II, a fost alungat de pe tron în 1258, apoi au domnit țari bulgari care se revendicau din vechea dinastie a Întâiului țarat bulgar, primul dintre aceștia fiind Konstantin Tiș. Ulterior, ultimul suveran din dinastia Asăneștilor, Ioan Asan III, n-a domnit decât un an (1279-1280), fiind înlocuit de către tătari cu bulgarul de origine cumană Gheorghi I Terter (Gheorghe Tertereș) (1280-1292). Astfel, ponderea crescândă a bulgarilor față de vlahi în sudul Dunării s-a manifestat pe planul politic, în timp ce, în nordul Dunării, ponderea crescândă a românilor față de slavi s-a manifestat cu câteva decenii mai târziu prin întemeierea voievodatelor Țara Românească și Moldova.

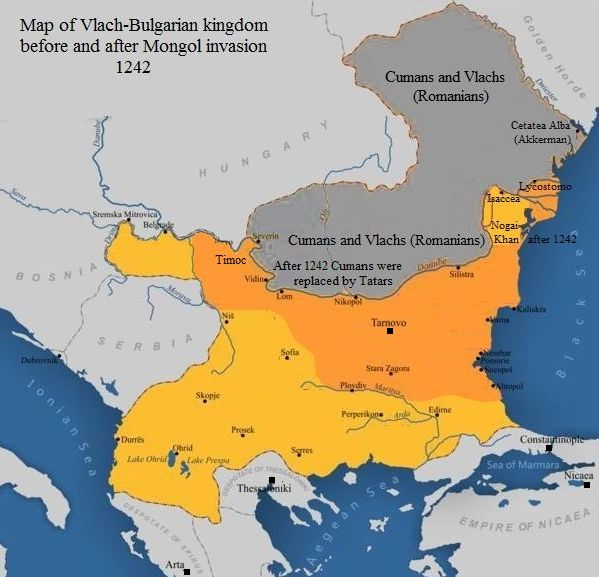
Harta statului vlaho-bulgar, în jurul anului 1242

Țaratul (regatul) vlaho-bulgar a fost în egală măsură valah (aromânesc la sud de Dunăre și românesc la nord) și bulgar. Asta nu înseamnă că valahii (aromânii și românii) i-au cucerit pe bulgari sau că bulgarii au cucerit principatele dunărene, ci înseamnă că în cadrul acestui stat au conlocuit două populații, una romanofonă, celalată slavofonă, pe ansamblul teritoriului său, toponimia veche aratând o predominanță a slavilor la șes, și a romanicilor în zonele peri-montane, deluroase și mai păduroase; țărmurile aveau o populație preponderent grecească. Ulterior, despărțirea proto-românilor de către populațiile slave așezate printre ei, a creat cele patru grupuri lingvistice : daco-român, aromân, megleno-român și istro-român ; daco-românii absorbind treptat slavii din nordul Dunării, în timp ce slavii au absorbit treptat majoritatea aromânilor, megleno-românilor și istro-românilor din sudul Dunării. Așadar, etnogeneza bulgarilor și românilor are rădăcini în parte comune, încă vizibile în limbile actuale și în toponimie, chiar dacă istoricii actuali naționaliști, atât bulgari cât și români, încearcă să demonstreze ca cele două popoare au evoluat separat și fără contacte încă din Antichitate...
În istoria modernă și contemporană, Țaratul vlaho-bulgar este puțin studiat și cunoscut, pe de o parte fiindcă istoriografia română se preocupă în principal de originile românilor din nordul Dunării, pe de altă parte fiindcă istoriografia bulgară se preocupă în principal de a demonstra originile iranice și slave ale poporului bulgar actual, minimizând sau punând la îndoială componentele tracice, romanice, grecești și turcice (adică în relație directă cu istoria a trei dintre popoarele vecine).

## Lista împăraților Țaratului vlaho-bulgar

### Dinastia Asan
Petru Asan (1185-1197)
Ioan I Asan (1189-1196)
Ioniță Caloian (1197-1207) 
Borilă Asan (1207-1218) 
Ioan al II-lea Asan (1218-1241) 
Căliman I Asan (1241-1246) 
Mihail I Asan (1246-1256) 
Căliman al II-lea Asan (1256) 
Mițu Asan (1256-1257) 
Constantin I Tih Asan (1257-1277) 
Mihail al II-lea Asan (1277-1279) 
Ioan al III-lea Asan (1279-1280) 

### Non-dinastic
Ivailo (1278-1279) 

### Dinastia Terter
Gheorghe I Terter (1280-1292) 

### Dinastia Smileț
Smileț (1292-1298) 
Ioan Smileț (1298-1299) 

### Dinastia Borgighin
Ciaka (1299-1300)

### Dinastia Terter
Teodor Svetoslav (1300-1322) 
Gheorghe al II-lea Terter (1322-1323) 

### Dinastia Asan-Șișman
Mihail al III-lea Asan-Șișman (1323-1330) 
Ioan Ștefan Asan (1330-1331) 
Ioan Alexandru (1331-1371) 
Ioan Șișman (1371-1395) 
Ioan Strațimir (1371-1396) 
Constantin al II-lea Asan (1397-1422)